# 猫本2
『猫本2』（ねこもとニャー）は、猫好きの漫画家によって描き下ろされた、講談社出版のアンソロジーコミックである。『猫本』の続編に当る。ルールは、前作同様に「猫の話であること」のみ。それ以外は全て作者任せでルールにまで気紛れな「猫らしさ」を追求している。KCDX版のキャッチコピーは「猫好きによる、猫好きのための、最強の猫漫画本リターンズ!!」。

## 収録作品リスト（作家50音順）
- 笑い猫の肖像（青池保子）
- ねこ王子（安野モヨコ）
- 彼の猫岸（いくえみ綾）
- スケボー猫マコちゃん（いましろたかし）
- 母ゴコロ仔知らず（漆原友紀）
- 元締め徳三（えびなみつる）
- もう俺、ネコでいいや（大ハシ正ヤ）
- タッグ（小田扉）
- 猫先生たち（小原愼司）
- 猫縁起（笠部哲）
- ゆるゆる寧々子ちゃん（鹿島麻耶）
- mild→wild（梶原にき）
- 根子岳参り（嘉納佑天）
- サーチ&デストロイ（上條淳士）
- まさかこんな男だなんて（雁須磨子）
- 猫かずんば猫を知らず（北道正幸）
- エアねこ（久世番子）
- 猫と牛乳（業田良家）
- うちんくのねこたん（小手川ゆあ）
- チーが生まれた家（こなみかなた）
- Ninico（小林賢太郎）
- 猫が飼えない理由（小林じんこ）
- すべて猫のせいで（シギサワカヤ）
- 猫ラーメンwithザリガニ課長（そにしけんじ）
- ねこねた（とりのなん子）
- 吉田家の猫（中島守男）
- フォーエバーガール（中村光）
- 猫本クリニック（萩尾望都）
- ウサとイヌと暮らす私があこがれのネコライフを考える。（風呂前有）
- 青い猫（松田洋子）
- 荒猫様（松本英子）
- 総務課の猫（諸星大二郎）
- 天才柳沢教授とタマの生活（山下和美）
- ネコおばさん（やまだないと）
- エリザベス（夢野一子）
- ねこだらけ（横山キムチ）

## 書誌情報
『猫本2』
- 講談社〈KCDX〉、2008年4月23日初版発行、ISBN 978-4-06-375484-1 - 初版本にはシール付き。
- 講談社〈講談社MOOK〉、2008年4月30日初版発行、ISBN 978-4-06-378894-5 - 特別記事ページ付き。